# Tramwaje w Albia
Tramwaje w Albia − zlikwidowany system komunikacji tramwajowej w Albia w Stanach Zjednoczonych, działający w latach 1907−1925.

## Historia
Pierwsze tramwaje w Albia uruchomiono 18 grudnia 1907, były to tramwaje elektryczne. W kolejnych latach sieć tramwajową rozbudowano i oprócz obsługi śródmieścia połączyła dwa dworce kolejowe oraz dwie miejscowości Hocking i Hiteman. Wraz z rozwojem motoryzacji oraz spadkiem działalności górniczej dla której zbudowano tramwaje w 1922 zlikwidowano miejskie odcinki tras. Rok później w 1923 zlikwidowano linię do Hiteman, a ostatnią linię tramwajową do Hocking zlikwidowano w 1925. Miejskie odcinki tras wykorzystywała do marca 1933 spółka Southern Iowa Utilities Company.